# حشره‌خوارهای فیلچه‌ای
حشره‌خوارهای فیلچه‌ای (نام علمی: Elephantulus) نام یک سرده از راسته حشره‌خوار جهنده است.

## گونه ها
- Short-snouted elephant shrew (E. brachyrhynchus)
- حشره‌خوار فیلچه‌ای دماغه (E.edwardii)
- Dusky-footed elephant shrew (E. fuscipes)
- حشره‌خوار فیلچه‌ای تیره (E. fuscus)
- حشره خوار فیلچه‌ای بوشوالد (E. intufi)
- حشره‌خوار فیلچه‌ای صخره‌ای شرقی (E. myurus)
- Karoo rock elephant shrew (E. pilicaudus)
- حشره‌خوار فیلچه‌ای سومالی (E. revoili)
- North African elephant shrew (E. rozeti)
- Rufous elephant shrew (E. rufescens)
- Western rock elephant shrew (E. rupestris)